# Centrotoclytus ruficeps
Centrotoclytus ruficeps là một loài bọ cánh cứng trong họ Cerambycidae.